# Parc Mikasa
Le parc Mikasa (三笠公園, Mikasa-kōen) est un parc situé à Yokosuka, Kanagawa, Japon.

## Attraction principale
La principale attraction du parc Mikasa est le mémorial du Mikasa (cuirassé). Le Mikasa (三笠) est un cuirassé pré-dreadnought de la marine impériale japonaise lancé le 8 novembre 1900. Il s'agit du dernier pré-dreadnought encore existant aujourd'hui. Avec le croiseur russe Aurore, le Mikasa est un des deux derniers survivants de la bataille de Tsushima (27 mai 1905). Il est aujourd'hui utilisé comme navire musée de la Marine à Yokosuka. La petite île de Sarushima, littéralement « île du singe », est une petite île située au large de la ville de Yokosuka, dans la baie de Tokyo, fut utilisée comme batterie par le Shogunat Tokugawa durant l'époque d'Edo. Elle est rattachée à la aire navale de Yokosuka depuis 1868.
Pré-dreadnought est le terme utilisé pour désigner les cuirassés construits entre le milieu des années 1890 et 1905 pour remplacer les premiers cuirassés des années 1870-1880. Construits en acier et protégés par un blindage en acier renforcé, les cuirassés pré-dreadnought embarquaient deux calibres d'artillerie : l'artillerie principale composée de pièces de gros calibre en tourelles et l'artillerie secondaire d'un calibre plus faible sous tourelles également mais aussi en casemates de chaque côté de la coque. Ils étaient propulsés par une machine à vapeur à triple expansion chauffant au charbon.

## Autres attractions
Le parc qui fait partie des 100 meilleurs parcs urbains du Japon, abrite également le complexe de fontaines multicolores et les munitions du Yamato (cuirassé), ainsi qu'un monument dédié  au chant de la marine Gunkan kōshinkyoku (軍艦行進曲, littéralement la « marche du navire de guerre »), est une célèbre marche militaire japonaise. Elle fut composée en 1897 par le compositeur japonais Tōkichi Setoguchi. Initialement marche officielle de la Marine impériale japonaise, elle devint la marche officielle de la Force maritime d'autodéfense japonaise.

## Horaires
- 8h00 - 21h00 Avril - Octobre
- 9h - 20h novembre - mars

## Transports
- Depuis la gare de Yokosuka-Chūō ( Keikyu ) : env. 15 min à pied.
- Depuis la gare de Yokosuka ( ligne JR Yokosuka ) : env. 30 min à pied.

## Galerie

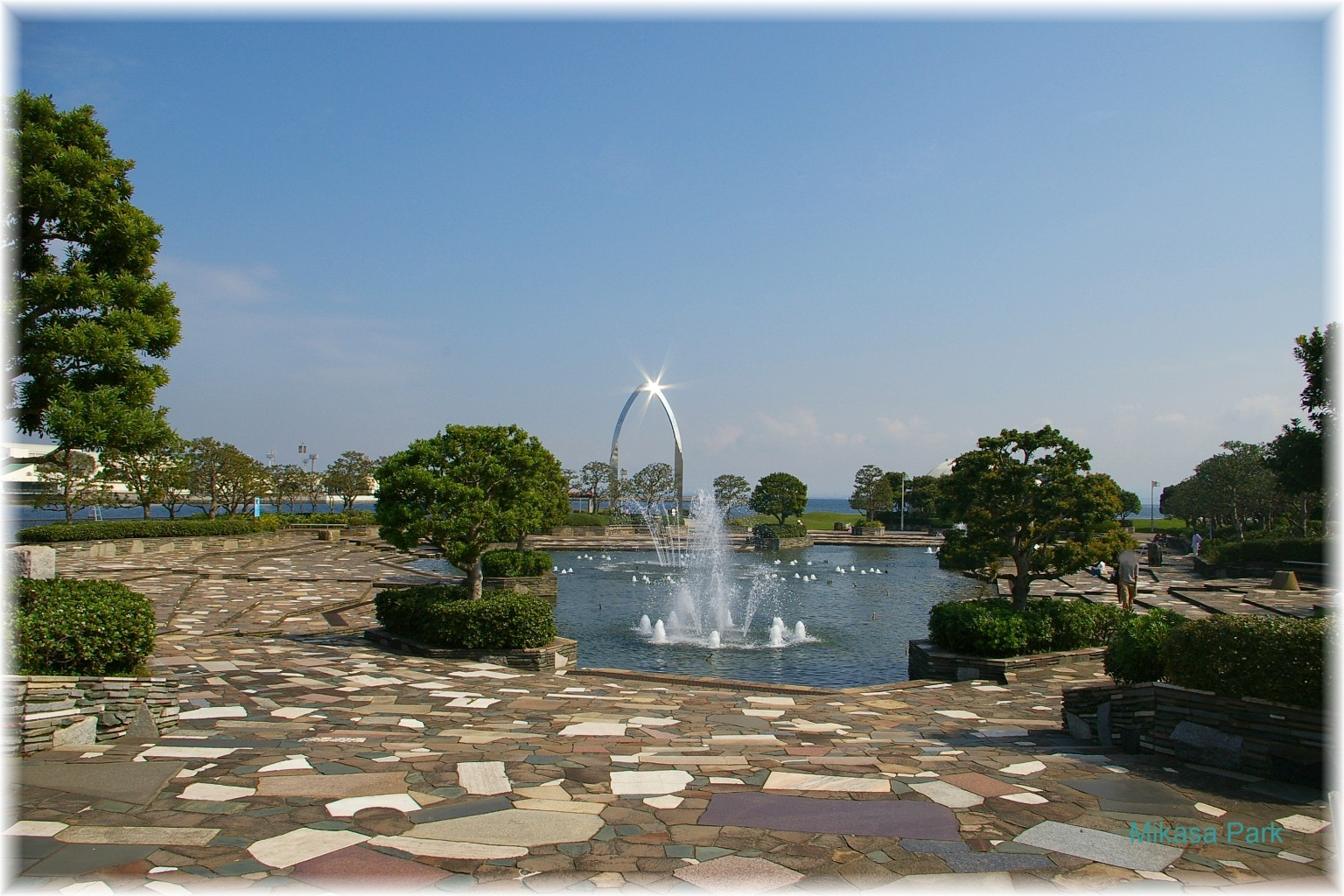
Fontaine du Parc Mikasa dans Yokosuka
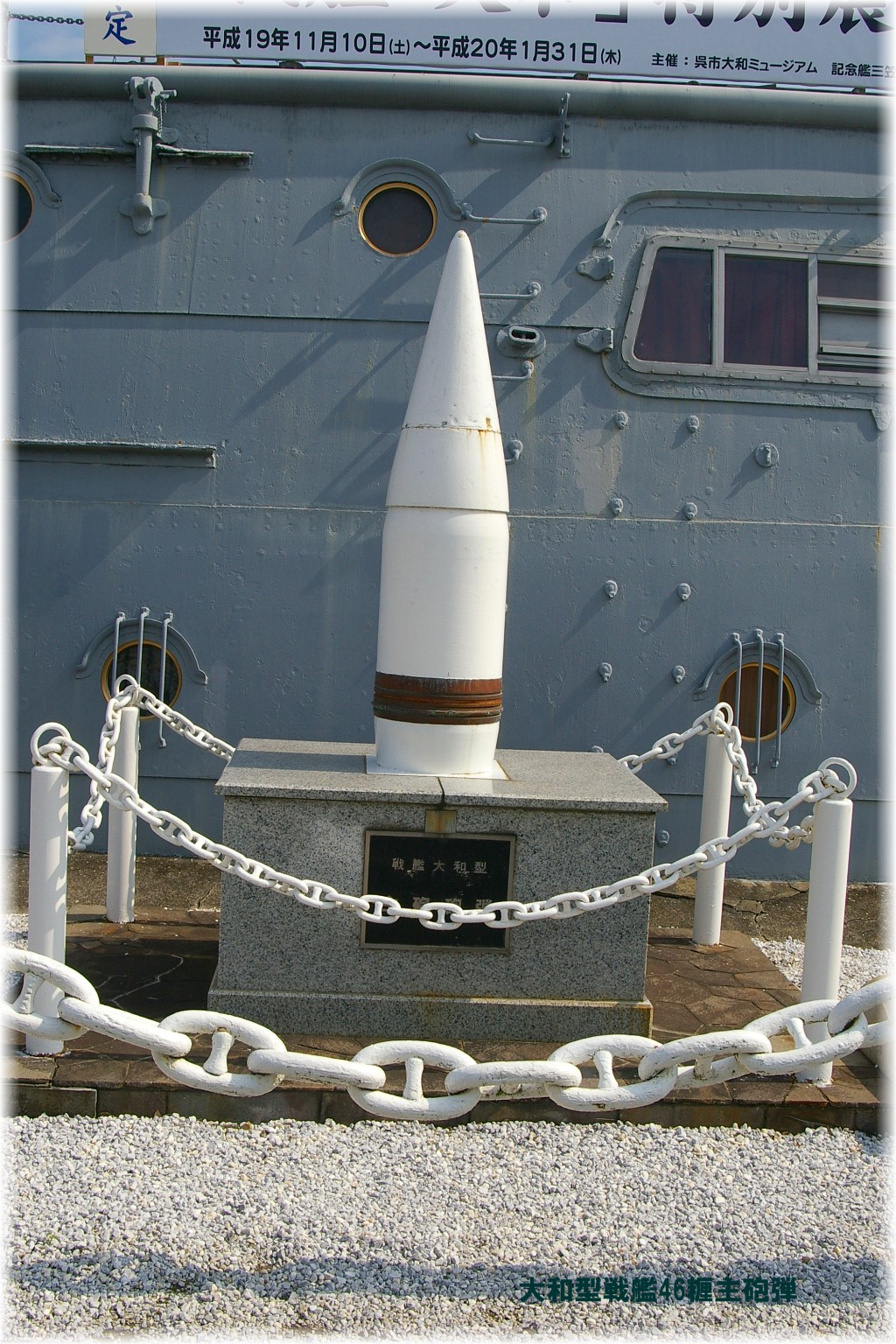
Un obus d'artillerie du cuirassé Yamato
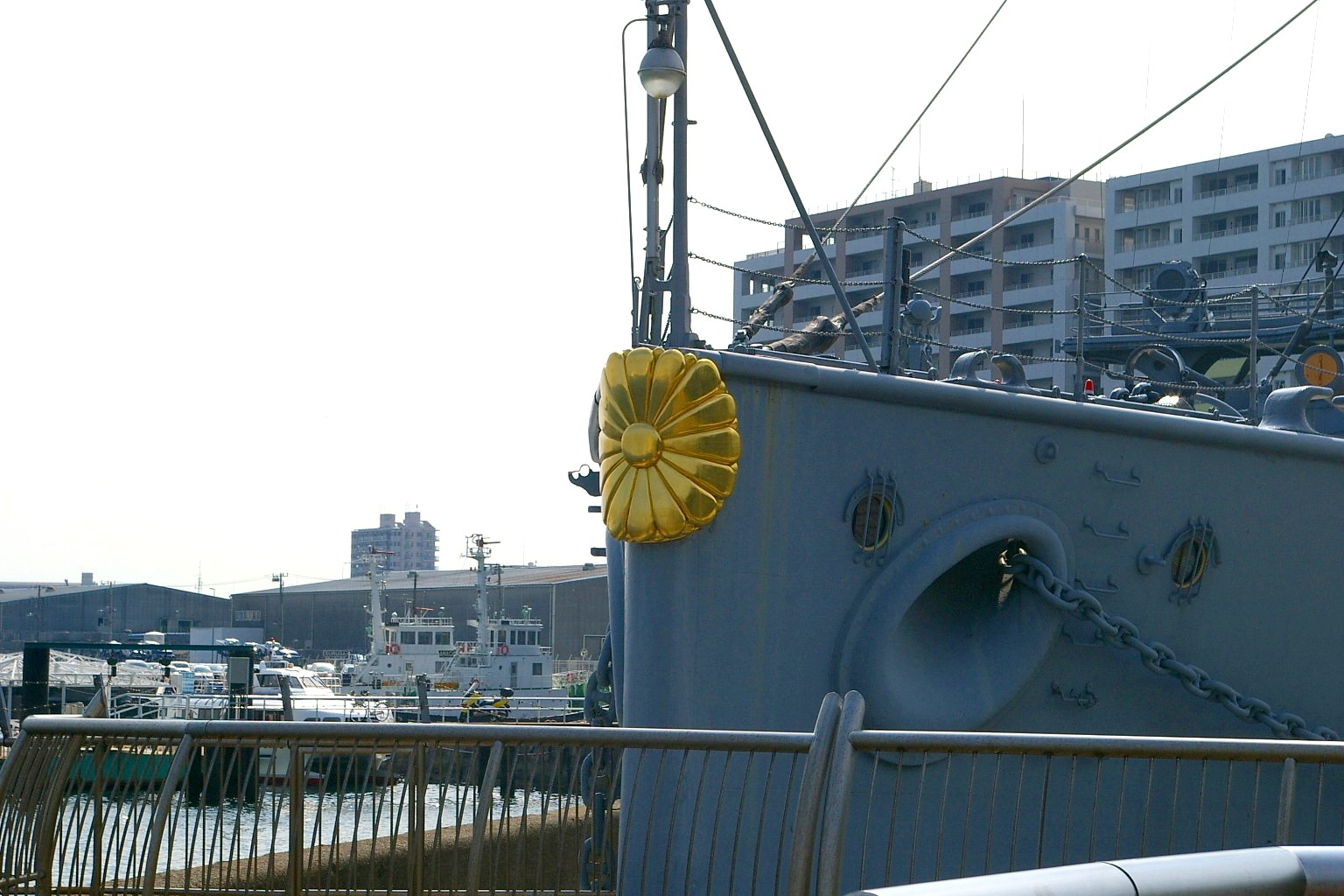
Sceau impérial du Japon. en figure de roue du cuirassé Mikasa